# Monica Hurdubei
Monica Hurdubei este o tânără pianistă română. S-a remarcat prin obținerea a numeroase premii la concursuri naționale și internaționale.

## Studii
- 1993 – 2002 Liceul de muzică George Enescu, București, România
- 2002 – 2005 Liceul de muzică Pierre-Laporte, Montréal
- din 2005 Facultatea de muzică a Universității din Montréal, Montréal

## Concursuri

### Concursuri internaționale
- 1996 Diplomă de participare la Concursul Internațional « Jeunesses Musicales », București, România
- Premiul II la Concursul Internațional «Pro-Piano Romania», București, România
- 1998 Premiul I la Concursul Internațional «Oscar del Mare» și «Medalia RASS GIOVANI TALENTI», Rovere d’Oro, San Bartolomeo, Italia
- 1999 Premiul I la Concursul International «Maryse Cheilan» și «Medalia Maryse CHEILAN», Paris, Franța
- 2001 Marele Premiu la Concursul Internațional «les Clés d’Or du Piano» și «Trofeul les Clés D’or», Paris, Franța

### Concursuri naționale

#### 1997
- Premiul I la Concursul Național « Carl Czerny », Piatra Neamț, România

#### 2000
- Premiul I la « Olimpiada Națională de Pian », București, România

#### 2002
- Premiul III la Concursul « Mozart », Targoviste, Romania
- Premiul I la « faza pe scoala a Olimpiadei de Pian », București, Romania
- Premiul II la « Olimpiada Nationala de Pian », București, Romania

#### 2003
- Premiul I si cea mai mare medie la Clasa Studii si Baroc la Concursul « Inter-Élèves » Vincent d’Indy, Monteal, Canada
- Premiul II la Clasa de Piese la Concursul « Inter-Élèves » Vincent d’Indy, Montreal, Canada
- Premiul II la Concursul « Festivalul de Muzica Clasica » Montréal, Canada

#### 2004
- Premiul I la Concursul « Inter-Élèves - Post Lauréat » si « Trofeul MARIE-PAULE PREVOST » Vincent d’Indy, Montréal, Canada
- Premiul III la Concursul de Concerto la « Festivalul de Muzica Clasica », Montréal, Canada
- Premiul I cea mai mare Medie la Concursul « Festivalul de Muzica Clasica » si « Trofeul ROSE GOLDBLATT », Montréal, Canada
- Premiul 1 Diploma pentru performanta de exceptie la concursurile in exteriorul școlii, Montreal, Canada

#### 2005
- Premiul I la Concursul de Soliști la Liceul de muzică Pierre-Laporte, Montréal, Canada
- Premiul I la Concursul de Concerto la Liceul de muzică Pierre-Laporte, Montréal, Canada